# Open Offer
Dieser Artikel wurde aufgrund inhaltlicher und/oder formaler Mängel auf der Qualitätssicherungsseite des Portals Wirtschaft eingetragen. 
Du kannst helfen, indem du die dort genannten Mängel beseitigst oder dich an der Diskussion beteiligst.
Ein Open Offer (deutsch: offenes Angebot) ist eine besondere Form eines Kaufangebots, bei der der Verkäufer eines Objekts als Open Offer ein Angebot stellt, sich die Gegenpartei bei Angebotsannahme zu einer Abnahme zwingend verpflichtet, der Verkäufer sich jedoch das Recht vorbehält, das Angebot im Rahmen einer gewissen Zeit, auch nach der Annahme durch die Gegenpartei, noch zurückzuziehen.

## Open Offer bei Kapitalerhöhungen
Im Zusammenhang mit Kapitalerhöhungen bezeichnet ein Open Offer eine Transaktion, die sehr ähnlich der Bezugsrechtsemission ist. Genau wie bei der Bezugsrechtsemission erhalten die Altaktionäre entsprechend ihrem Anteil ein Bezugsrecht zum Erwerb der jungen Aktien. Dieses Bezugsrecht kann jedoch nur angenommen und nicht an Dritte verkauft werden, da sich das Bezugsrechtsangebot ausschließlich an die Altaktionäre richtet und kein verbrieftes und somit kein verkäufliches Recht darstellt.
Fast immer findet dabei das Open Offer in Zusammenhang mit einer bedingten Platzierung (conditional placing) statt. Bei dieser wird zum im Vorfeld oder zu Beginn einer Kapitalerhöhung mit Bezugsrechten mit einer dritten Partei ein Vertrag über die Abnahme aller Aktien geschlossen, die im Rahmen der Bezugsfrist nicht von den Aktionären angenommen werden. Dieses bietet der Gesellschaft und den platzierenden Banken zum einen die frühe Sicherheit, dass auch alle nicht bezogenen Aktien erfolgreich platziert werden, und gleichzeitig dem Investor, der als Drittpartei agiert, die Sicherheit, alle nicht bezogenen Aktien zu fest vereinbarten Konditionen zu erhalten.
Ein großer Vorteil der beschriebenen Vorgehensweise ist, dass die eventuell nicht bezogenen Aktien bereits im Voraus zu einem Preis mit einem meist geringen Abschlag (Discount) zum aktuellen Börsenkurs verkauft werden. Im Falle einer geringen Take-Up-Ratio der Altaktionäre signalisiert diese geringe Kaufbereitschaft oft ein geringes Interesse an der Aktie, was dazu führt, dass verbleibende junge Aktien mit einem größeren Abschlag versehen werden müssen, um so Käufer zu finden. Da bei einem Open Offer dieser Verkaufspreis jedoch schon vorher fixiert wurde, hat die Gesellschaft frühzeitig Gewissheit über die genaue Höhe der Cash-Zuflüsse.

### Sondervariante
Eine zweite Variante des Open Offers bei Kapitalerhöhungen sieht vor, dass die Altaktionäre durch dieses ihrerseits aufgefordert werden, bindende Angebote für den Erwerb einer bestimmten Anzahl von Bezugsrechten abzugeben und die kapitalerhöhende Gesellschaft, ähnlich dem Bookbuilding bei einem Börsengang, erst am Ende der Bezugsfrist entscheidet, welche Aktionäre angefragte, jedoch über sein pro-rata-Bezugsrecht hinausgehende Anteile erhält.

## Open Offer bei Geschäften mit zentraler Gegenpartei
Aus dem englischen Recht abgeleitet, beschreibt ein Open Offer weiterhin das Konzept des Handels über einen Zentralen Kontrahenten. Dabei handeln die Marktteilnehmer nicht direkt, sondern übermitteln ihre Kauf- und Verkaufangebote indirekt an die Börse, die diese dann abgleicht („Matching“) und passende Angebote zweier Seiten entsprechend zuordnet.